# فوود نوت بومبس
فوود نوت بومبس هي جماعة مستقلة تتكون من مجموعات تتشارك الغذاء النباتي مع الآخرين. تتمثل ايدولوجية فوود نوت بومبس في جعل أولوية الحكومات والشركات هي القضاء علي الجوع في خضم وفره الغذاء. ولتحقيق ذلك ولخفض التكاليف كذلك، تقوم المجموعة بتقديم فائض الأغذية من متاجر البقالة، المخابز والاسواق والتي يتم إهدارها غالبا. تظهر هذه المجموعه شكلاً من اشكال النشاط الإنتخابي.

## مبادئها

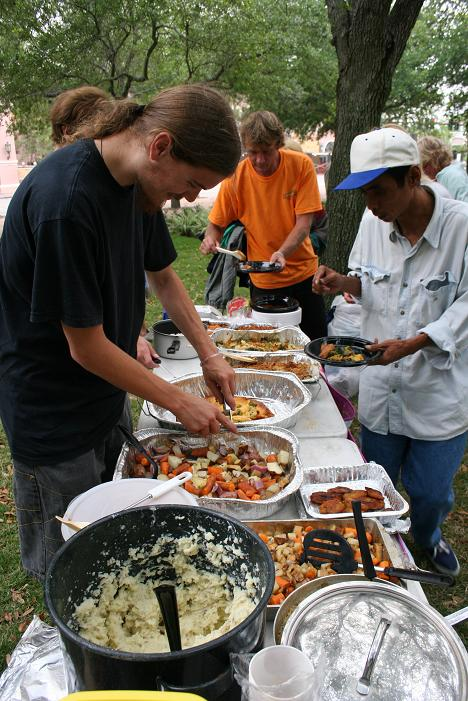
تقدم المجموعة وجبات مجانية

فوود نوت بومبس هي حركة تطوعية عالمية تقدم أغذية نباتية مجانية احتجاجًا على الحرب والفقر. تقوم كل مجموعة من مجموعات الحركة بجمع كمية وفيرة من الغذاء والتي يتم عادة إهدارها من قبل متاجر البقالة والمخابز والأسواق، بالإضافة الي جمع التبرعات من المزارعين المحليين ثم إعداد وجبات جماعية والتي تقدم مجانًا لأي شخص يشعر بالجوع.

### المعتقدات الرئيسية للمجموعة
- طعام نباتي دائم ومجاني للجميع.
- كل مجموعة هي مستقله بذاتها قادره علي صنع القرار من خلال تبادل الآراء.
- فوود نوت بومبس موجهه لمنع العنف ورؤيتها هي أن «الطعام حق وليس ميزه إضافية» [1]</>

فوود نوت بومبس تعمل من أجل جلب الإنتباه للفقر والتشرد في المجتمع عن طريق مشاركه الطعام في أماكن عامة يسهل الوصول إليها والتجمعات الخاصة بالجائعين.  
أي شخص يريد ان يعد الطعام بإمكانه  ذلك، كذلك أي شخص يريد ان يتناول الطعام بإمكانه ذلك. تسعي فوود نوت بومبس لاحتواء الجميع.

## تاريخها

### عام 1990
تم تأسيس الحركة عام 1980 في  كامبريدج مساتشوتس من قبل الناشط ضد القواعد النووية كيث ميكهنري  بجانب سوانسون، براون، ايتون، فيجينام، بلتر، كونستايل وروزستين. قام المؤسس المشارك السيد ميكهنري بالتطوع لمده 35 عام حيث كان من الممكن إيجاده تقريباً كل أسبوع يتشارك الطعام في العديد من المدن مثل سانتا كروز، كاليفورنيا ونيومكسيكو. تمثلت نشاطات الأعضاء في توفير الغذاء والسير في مسيرات للإحتجاج ضد الطاقة النووية، ومشاركه الولايات المتحدة في الحرب الأهلية بالسيلفادور والتمييز في المعاملة ضد المتشردين.  تمت أول عملية اعتقال لمشاركه الطعام المجاني في 15 من أغسطس عام 1988 في مدخل جولدن جيت بارك بسان فرانسيسكو كاليفورنيا. قد تم إعتقال 90 من الناشطين بيما فيهم السيد ميكهنري في ذلك اليوم. استمرت الإعتقالات في المدينة حتي وصلت إلى 1000 إعتقال وأعلنت منظمة العفو الدولية ان هؤلاء المتطوعين هم سجناء الرأي.

### عام 1990: تطورها بعد ذلك
كبرت فوود نوت بومبس خلال عام 1990 وقامت بعقد 4 إجتماعات دولية.  عقد الاجتماع الأول والثاني بسان فرانسيسكو عامي 1992 و 1995 ثم عقد التجمع الثالث في اطلنطا عام 1996 والرابع في فيلادلفيا عام 2005. تم التجمع الدولي لفوود نوت بومبس داخل وحول مقر الأمم المتحدة بسان فرانسيسكو. وفي نفس الوقت كان الناس في جميع أنحاء العالم يحتفلون بالسنويه ال 50 منذ تأسيس الأمم المتحدة في مؤتمر دولي بسان فرانسيسكو.  
شاركت فروع فوود نوت بومبس في ظهور حركة مناهضة العولمة في أواخر عام 1990 مما أدى الي مقاومة منتدي التعاون الإقتصادي لدول آسيا و المحيط الهادئ في فانكوفرعام 1997 وفي 18 من يونيو عام 1999 عقد كرنڤال عالمي ضد الرأسمالية والذي أطلق عليه اسم عملية سياتل في وقت لاحق ذلك العام، وقد أدى  ذلك لإيقاف إجتماعات منظمة التجارة العالمية. بالإضافة إلى ذلك ساعدت الحركة في ظهور محطة إذاعة حره، فقد كان يوم 22 من أكتوبر هو يوم لا لوحشيه الشرطة وبيوت لا سجون خلال الأيام بسان فرانسيسكو.

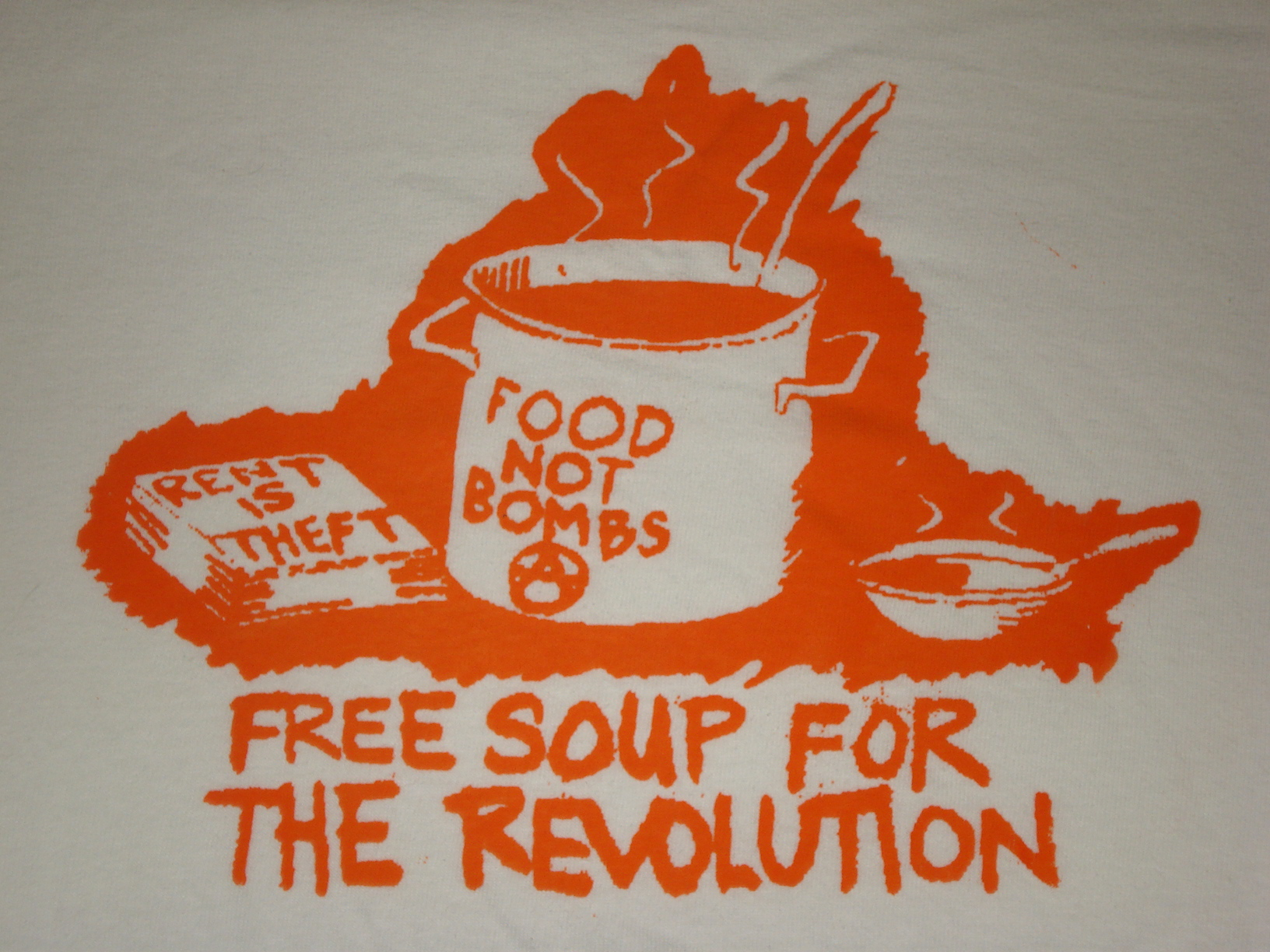
"حساء مجاني للثورة"

### نشاط مكافحة الحرب
فوود نوت بومبس دعمت المبادرات ضد حرب العراق عن طريق توفير وجبات غذائية اثناء الإحتجاجات في جميع أنحاء العالم. قام مكتب التحقيقات الفيدرالي لمكافحة الإرهاب خلال عرض تقديمي بجامعة تكساس بإعتبار فوود نوت بومبس وانديميديا موضعاً للشك فمن الممكن انهم يمتلكون روابط إرهابية.
و في صيف 2007، بدأت فروع فوود نوت بومبس بمدينة فورت لودرديل بإستقبال مضايقات بشكل منتظم عن طريق تطبيق القانون المحلي حتي تم إصدار إنذار من قبل ثكنه لودرديل بسبب إلقاء القبض على المساهمين في عمليات توزيع الطعام. وقد تحقق ذلك بفضل 100 من المؤيدين في الأسبوع الذي يليه والذي عقبه عملية إبطاء في إنفاذ القانون المحلي حتي عام 2010 .
أصدرت مدينة أورلاندو مرسوما تحظر فيه تقديم الطعام لعدد كبير من الناس دون الحصول علي تصريح. وفي خريف عام 2007، اريك مونتانيز من اورلاندو أتهم فوود نوت بومبس بإنتهاك القانون وذلك بإطعام عدد كبير من الناس دون الحصول علي تصريح.  وفي 10 من أكتوبر 2007 تمت تبرئة مونتانيز من قبل هيئه المحلفين. قامت كلا من فوود نوت بومبس وكنيسه المشردين والتي سميت سابقاً بكنيسه فيجابوندز كنيسة الرب، برفع دعوي قضائية ضد المدينة علي أساس أن تقديم الطعام هو كتقديم خطاب سياسي للدفاع عن الحق ونشاط ديني.  في النهاية، فازت المجموعة وتم إلغاء قرار المدينة.
قام اورلاندو بمناشده محكمة الإستئناف بالدائرة ال 11 في الولايات المتحدة وفاز في ال 31 من أغسطس  2010. وقررت محكمة الإستئناف للدائرة ال 11 في الولايات المتحدة باستثناء اورلاندو من تطبيق القرار حتي آخر جلسة استماع أمام لجنة مكونه من 10 قضاة.
و في مايو 2008، حاول أصحاب الأعمال المحلية في مدينة كيتشنر (أونتاريو) إيقاف فوود نوت بومبس من تقديم خدماتهم في مكان واضح وسط المدينة،  واصفون المجموعه بنظام غذائي خالي من اللحوم أي ضد الرأسمالية. وكذلك نهاية للتدخل العسكري لكندا في أفغانستان.
في أبريل 2009، في مدينة ميدلتاون (كونيتيكت)، أُصدر قرار وقف وإمتناع للفرع المحلي لقوود نوت بومبس. ذكر مفتش الصحة الخاص بالمدينة قبل إصدار الأمر أن المنظمة تقوم بتوزيع الطعام دون الحصول علي ترخيص. وفي أغسطس من نفس العام، بدأ الفرع بالعمل بعد الحصول علي ترخيص من قبل ميدلتاون كنيسة المسيح الاولي المستقلة، فقد تم عقد جلسات استماع  بموافقة الدولة.

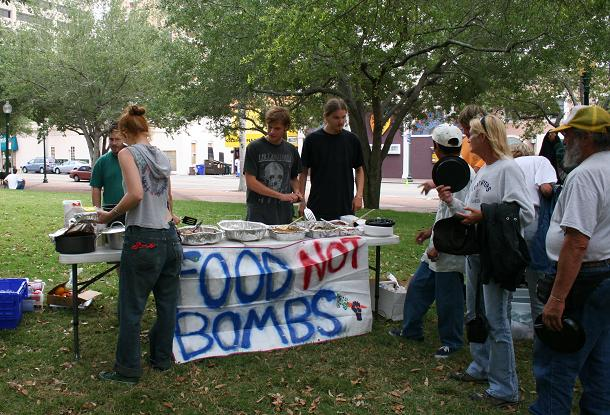
تقوم واحدة من جماعات فوود نوت بومبس بتقديم وجبة مجانية بداخل حديقة عامة

### عام 2010
إعتباراً من أكتوبر 2011 كان هناك أكثر من 400 مجموعه في فوود نوت بومبس مدرجه علي صفحه المنظمة علي شبكه الإنترنت. هذا بالإضافة إلى نصف المجموعات في فوود نوت بومبس والتي تتواجد خارج الولايات المتحدة. تمتلك فوود نوت بومبس هيكل مرن حيث أن  كل مجموعة منها تحتضن عدد قليل من المبادئ الأساسية وتنفذ نفس النوع من الأعمال ولكن كل مجموعه تمتلك كامل الحرية في إتخاذ القرارات الخاصة بها استناداً إلى احتياجات مجتمعاتها. وبالمثل، تعمل كل مجموعة في فوود نوت بومبس علي توافق الآراء.
بالإضافة إلى جمع وتوزيع الاغذيه مجاناً، تشارك العديد من مجموعات فوود نوت بومبس في مكافحة الفقر والحرب وتأييد دمج المهاحرين في المجتمع، فضلاً عن المشكلات السياسية الأخرى والتي تتعلق بالعدالة الاجتماعية.

## الأسباب

### مقاومة القيود علي مشاركة الغذاء
كان حظر مشاركة الطعام في ولاية فلوريدا عام 2011 يعد أكثر القيود انتشارا على نطاق واسع والذي يشمل فوود نوت بومبس. تم سن قوانين مختلفة في عدة ولايات أخرى بما فيهم فيلادلفيا  وهيوستن.

### حظر التغذية في فلوريدا 2011
في20 من أبريل 2011، قام فريق بكامل هيئته التابع لمحكمة الاستئناف بالدائرة  ال 11 بتأييد اورلاندو حيث أن التنظيم يمتلك الوقت، المكان والأسلوب المناسب. وعلي عكس إدارة مكنيسة فيجابوند الأولى التي تعد جمعية غير مسجلة، براين نيكولاس ضد مدينة اورلاندو في فلوريدا وإزالة الأوامر القضائية الدائمة ضد اورلاندو وتلك كانت أول محاولة في عام 2007.
في ال 18 من مايو، انتهت فتره الإقامة والتي استمرت لمده 30 يوم وقد تم تنفيذ المرسوم يوم 1 يونيو مما أدى إلى إلقاء القبض علي المؤسس المشارك السيد كيث ميكهنري والمتطوع اورلاندو بالإضافة الي بن ماركسون. شهدت المشاركات إعتقالات متتالية، فقد تم إعتقال 4 في ال 6 من يونيو، 5 في ال 8 من يونيو، 3 في ال 13 من يونيو، و 6 في ال 21 من يونيو. في نفس الأسبوع، أصدر المحامي الخاص باورلاندو أمر بالوقف والكف قائلاً أن مخالفة هذا القانون لا يستدعي عقوبه الحجز. هذا وبالاضافه الي الهاكرز (المتسللون)، الذين أدعو أنهم تابعون لمجهول، بدأو بإصدار تهديدات لمدينة أورلاندو.  تلقي كذلك قاضي اورلاندو الكثير من النقد بسبب وصفه لفوود نوت بومبس بإرهابيين الطعام.
يوم الإثنين الموافق 20 يونيو، لم تتم أي عملية إعتقال في ذلك اليوم حيث قامت المجموعة بتوزيع وجبة الإفطار بمنتزه بحيرة ايولا ومع ذلك شوهد بن ماركسون وهو يحمل لافته دون الحصول علي تصريح مع الكثير من الإرتباك وسط المدينة والمسؤولين عن إجراء الانتهاكات للحقوق المدنية. بعد ذلك اصدرت المدينة بيان تعكس فيه إتجاهها في تفسير لوائح اللافتات وفي نفس اليوم الهاكرز قاموا بتنفيذ تهديداتهم وأطاحوا بصفحه التجارة الخاصة باورلاندو والمواقع الخاصة بيونيفرسال ستوديوز في العملية اورلاندو. تم إصدار بيان علي شكل فيديو في وقت لاحق لإعلان وقف إطلاق النار لمده 48 ساعه وحتي لا يعتقل أي أحد بسبب إطعام  المشردين، المفترض في يونيو.
في ال 22 من يونيو، وقعت المزيد من الإعتقالات بما في ذلك الاعتقال الثاني لميكهنري والذي أبقاه في السجن لمده 17 يوم. سرعان ما تحولت عمليه اورلاندو لهجوم كامل مما أسفر عن توقف العديد من مواقع الإنترنت في الايام اللاحقه. بالإضافة إلى ذلك، حصل كلاً من اورلاندو ودابر علي الإهتمام المحلي والدولي. في يوليو، قامت فوود نوت بومبس بالنظر في اقتراح السيد العمدة بشأن عرضه لنقل المشاركات التطوعية الي قاعة المدينة. وبفضل ذلك القرار توقفت الشرطة عن إعتقال المتطوعين وحصلت فوود نوت بومبس علي مكان مستقر.
بعد فتره وجيزه، تم إعتقال المتشرد كريستوفر ديون والمعروف أيضاً باسم القائد اكس وذلك لمشاركته في عملية اورلاندو ونشاط اخر.  بعد إستدعائه بفتره قصيره، قام بعمل مقابلة صحفية حيث اعترف بجميع التهم الموجهة إليه، ولكنه أكد أن القرصنة الإلكترونية تعد شكلاً من أشكال العصيان المدني.
ظلت مدينة فورت لودرديل تفكر في حظر توزيع الطعام لبعض الوقت.  وفي 2011، اشتكي نشطاء فوود نوت بومبس من المراقبة غير العادلة والإعتقالات من قبل الشرطة كما أنهم وضحوا أنهم ضحايا هجوم الشرطة غيرالمبرر والذي ينتهي بعودتهم إلي منازلهم بعد إنقطاع الكهرباء عنهم. فدوماً ما يتعرضون للمضايقات من قبل الشرطة التي تظنهم إرهابيين. وقد تم القبض علي النشطاء أثناء لعبهم لعبة أمسك العلم.
لا تحاول مقاطعه بينلا منع توزيع الطعام فقط بل تحاول حظر النوم في الأماكن العامة أيضاً.  وهذا يعني ان المتشردين في سانت بيت يجب اما أن ينتقلوا الي ملجيء “مأوى أمن “ للمتشردين أو أن يغادروا المدينة.
يتطلب مرسوم في ساواسوتا حالياً مجموعة من 75 شخص أو أكثر للحصول علي تصريح للقيام بحدث خاص. يحاول السكان المحليين خفض هذا العدد الي 12 شخص كما طلبوا أيضاً  ان ينطبق نفس الشيء علي المتطوعين والحصول علي التصريح اللازم لبيع السلع في الأماكن العامه والذي تبلغ قيمته 150 دولار. مؤخراً يوجد العديد من المراسيم والتي تستهدف المشردين بما في ذلك حظر التدخين ووإزاله مقاعد المتنزهات. منذ عام 2009، إستطاعت ملاجيء المشردين إطعام 130 مشرد فقط، مما أدى الي تشكيل إئتلاف لإنهاء حد الوجبات .  
بعد مرور عامين  وبسبب الضغط من قبل الحزب الديموقراطي، تغير قانون حد الوجبات والعديد من القواعد الأخري بشكل جذري  مما أدى إلى نجاح التحالف في إنهاء قانون حد الوجبات.
في ال 19 من أغسطس 2011، عقد عمدة اورلاندو مؤتمراً صحفياً للإعلان عن أن التهم الموجهه لمشاركين الغذاء في منتزه بحيره ايولا تم إسقاطها. مما أسفرعن حاله توافق بين إدارة بادي داير وفوود نوت بومبس.

### حظر مشاركه الطعام في فورت لودرديل عام 2014
في نوفمبر 2014، أُصدر حظر مشاركة الطعام مما أدى  الي موجه مماثله من الاهتمام كاورلاندو،  وقد تم القبض علي العديد من نشطاء لتوزيع الطعام وإعتبارها من أعمال العصيان المدني  . وقد أضرب العديد من التشطاء عن تناول الطعام تعبيراً عن رفضهم لصدور هذا القانون . اوقفت المحكمة إصدار هذا القرار في أوائل ديسمبر 2014 حتي  يتم إصدار عده دعاوي قضائية. وفي أواخر ديسمبر مدد الحكم حتي فبراير. في ال 29 من يناير عام 2015 قدمت فوود نوت بومبس دعوي قضائيع ضد مدينة فورت لودرديل لشطب قوانين حظر مشاركه الغذاء حيث أنه أمر غير دستوري .

### مشاركه فوود نوت بومبس في حركه وول ستريت
شاركت مجموعات فوود نوت بومبس بكثافة في دعم معسكرات وول ستريت في الولايات المتحدة  كإستخدام التوافق، دعم المحتمعات االمشرده، وتقديم الوجبات الجماعية . لكن هذه المشاركات قد أصبحت بعد ذلك شئ غير مرغوب به.
و كأن التاريخ يعيد نفسه حيث تم حظر مساعدات فوود نوت بومبس في وقت متأخر من اليل من قبل الشرطة بسان فرانسيسكو في وسط أكتوبر .
عاد المؤسس المشارك بلتر مجدداً لمشهد الناشط في بوسطن ليشارك الحركة في المخيمات. كما قضي المؤسس المشارك ميكهنري معظم العام في تشجيع مغادرة مخيمات الإحتلال الأمريكي . وقد كان السيد ميكهنري متحمساً أثناء تجوله في العديد من المخيمات  حتي أنه أصدر كتيب جديد لفوود نوت بومبس.  
إستغرق التجمع العالمي لفووودنوت بومبس من 20 حتي 26 أغسطس  في تانبا التي تقع بولايه فلوريدا. قامت فوود نوت بومبس في الإسبوع الذي يسبق اللإتفاقية الوطنية جنباً الي جنب مع تامبا والعديد من المنظمات الأخري، بجمع وتجهيز الطعام لمئات من المحتجين.  كما أنها قامت بعمل ورش عمل، أحداث ثقافية بالإضافة إلى نشاطات الإحتجاج من 20 ال 30 أغسطس .

### مساعدات ساندي قرب نهاية  عام 2012
أطعم نشطاء فوود نوت بومبس، لنوغ ايلاند فوود نوت بومبس علي وجه الخصوص، عدد لا حصر له من الناس في أعقاب عاصفه ساندي بجانب “ إنقاذ ساندي “  قاموا باستخدام الطعام الفائض والدي قد يتم التخلص منه لمساعده الناس علي التغلب علي هذه الكارثة. وقد كانت أكبر مساعدة لفوود نوت بومبس من أي وقت مضي هي مساعدة بونانزا في 18 من نوفمبر.
بدأت في صيف عام 2013، بتحليل الموضوعات التي تغطيها الدورة وهي عبارة عن تحليل للقضايا الإجتماعيه الحاليه، المجتمع، التنظيم، والتغيير الإجتماعي للقضاء علي العنف والأحداث الثقافية التي تدعم التغيير ومستقبل مستقر للمجتمعات .

### مدرسة فوود نوت بومبس الحرة
أعلن كيث مكهنري وغيره من نشطاء فوود نوت بومبس منذ فترة طويلة عن افتتاح مدرسة في تاوس ، نيو مكسيكو. بدأت السنة الدراسية الأولى في صيف عام 2013. الموضوعات التي تتناولها الدورة هي تحليل للقضايا الاجتماعية الحالية، وتنظيم المجتمع، والتغيير الاجتماعي اللاعنفي، والأحداث الثقافية التي تدعم التغيير الاجتماعي والمستقبل المستدام للمجتمعات.

## الأناركية ضد الرأسمالية

### التأثير على الاقتصاد
رسخت فوود نوت بومبس نفسها كواحدة من أسرع الحركات الإجتماعيه النامية ضد الحركات السياسية. فقد أصبح النمو الإجتماعي واضحا بفضل فوود نوت بومبس خلال عام 1980 حيث حدثت العديد من التخفيضات من برامج الرعاية الإجتماعية وإزدادت الهجمات علي القوي العاملة.  وضعت فوود نوت بومبس نيه للقيام بثوره وذلك بناءً علي كلمات اثنين من منظمي فوود نوت بومبس. لقد وضحوا عدم قدرتهم علي إيصال الأسباب الحقيقيه وراء عدم المساواة الإجتماعية والسياسية . تزايد شعور مدراء الأعمال والسياسيون بأنه إذا تمكن المشردين من أن يبقوا في ملاجيء المشردين وينضموا الي برامج إعاده التأهيل إذن المشاكل الإقتصادية لشركات بيع التجزئة وصناعه السياحة سيتم حلها بأعجوبه.  تقديم الطعام كان عبارة عن كفاح شعبي ضد هذه الطبقات الحاكمة . إستطاعت فوود نوت بومبس من خلال إعادة تدوير الطعام إعادة قيمة الغذاء الاصلية والتي بدورها دمرت قيمتها التبادلية. تمثل فوود نوت بومبس تهديد مباشر للرأسمالية.

### نقص التغذية في الليبرالية الجديدة
تعمل فوود نوت بومبس تحت إفتراض أن نقص قيمة الغذاء في عصر الليبرالية الجديدة أدي إلي إيجاد عدد كبير من الناس ذوي سوء التغذية. علي الرغم من وجود المساعدات الحكومية  ، يوجد عدد كبير من الأمريكيين غير قادرين علي إطعام عوائلهم.  يرتبط هذا النقص بدعم النيوليبراليه والنظام العنصري الذي يحظر توزيع الطعام عن طريق تقييد وسالئل التقل العام، محلات البقالة وذلك أدي الي خلق عدد كبير من آليات السوق لإطعام الناس . كلما تزايدت مشاكل نقص التغذية كلما تزايدت مشاكل سوء التغذية . حيث يتم توفير أطعمه غير صحية بأسعار معقولة. ترتبط هذه النوعية من التغذية بإقتصاد النظام الرأسمالي عن طريق توفير الطعام. وعلي الرغم من التداعيات الصحية والبيئية،  قد أنشأت السيادة الغذائية لتتحدي نمط الحياه النيوليبرالية . قد تعطي عذه الفكرة الحق للناس ليحصلوا علي غذاء صحي من خلال طرق ثابته. يعتقد أن فكره السيادة الغذائيه هي مخاطره وقد تؤدي إلى تهميش الولايات المتحدة بسبب التركيز على الاستقلال الفردي والجماعي . أدي التضامن الطبقي والصرخة التنظيميه الي تحدي المؤسسات الوطنية والعالمية . تأسست القواعد الشعبية والمحلية من خلال العمل في تعدد المقاييس السياسة والإجتماعية.
يعد إطعام المتطوعين لأنفسهم في فوود نوت بومبس عبارة عن مقاومة ضد انعدام الأمن الغذائي . واحدة من أهداف فوود نوت بومبس علي المدي الطويل هي مساعده المجتمعات ليرو ما الذي هم قادرين على القيام به بخصوص زيادة الاكتفاء  الذاتي الغذائي والأمن . من خلال التبرعان والغذاء المحلي، تحاول فوود نوت بومبس أن تثبت أن الغذاء الصحي يمكن توفيره لعائلات ذات دخل منخفض عن طريق إعاطاؤهم الأدوات اللازمة.  تحاول فوود نوت بومبس إيصال فكرة الاكتفاء الذاتي عن طريق توزيع طعام صحي ومجاني .
يضع الإهتمام العام الكبير للإستهلاك والوعي الغذائي ضغطاً علي مجموعات المجتمع المدني . يتم ذلك عن طريق تشكيل روابط بين الممارسات الغذائيه والحركات الإجتماعية . تم بناء إطار بفضل هذا الدور الجديد النشط للمجتمع المدني . كما يظهر مع فوود نوت بومبس مبادرات سياسية جديدة. شعرت العديد من المجتمعات المدنية ان تطوير المؤسسات فشلت في قدرتها علي توفير ودعم المجتمع.  بعض الكتاب أعتبروا هذا الإهتمام المتزايد بالمؤسسات المحلية هو شئ مرغوب فيه فهو يمثل لليبراليه نموذج محتمل للتنمية الحضارية. ومع ذلك، فإن عدم الرضا عن بناء، قدره وعمل المؤسسات القانوينة والاستهلاكية اثار معارضة ضخمة.  

### في الأناركية
تحمل فوود نوت بومبس مبادئ ايديولوجية مشابهة للأناركيين.  يعتبر الأناركي المتوسط هو ناقد للنزعة الإستهلاكية في العصر الحديث . ويعتقد ان هناك  بدائل في التنمية، الاستهلاك، الإنتاج والثقافة .
يحاول الأناركييون بناء نمط حياه يركز علي تقليل الشراء والإكثار من إعادة الإستهلاك. ولكن بما أن فوود نوت بومبس تمتلك العديد من مجموعات فمن الصعب وضع إجراءات محدده للجميع . ومع ذلك فمن المؤكد ان مجموعه فوود نوت بومبس تتفق مع النظرية الإجتماعية الأناركية وهي جزء من عمل سياسي أناركي أكبر. الاناركييون المهتمون بالبيئة يقومون بالغوص في حاويات القمامة تعبيراً عن رفضهم للرأسمالية . يؤمن العديد من هؤلاء الغواصين ان ذلك الإستهلاك الجماعي ينتج الكثير من النفايات.  مما يؤدي الي إساءه استخدام الموارد الطبيعية والحد من التفاهم الإجتماعي . وفقا للمهتمون بالبيئة، تسمح عدم المحافظة علي البيئة بإستمرار التوزيع الشامل للدخل بين الفقراء والطبقة العاملة لإعطائهم المزيد من أجور الشركات القوية . بالتركيز علي عواقب الإستهلاك، نلاخظ انها تبني فكره المهتمون بالبيئة من خلال المشاركة في عدم الإستبعاد أو تحنب الإستهلاك مباشرة . تماماً كما فعل المهتمون بالبيئة، يستخدم افراد فوود نوت بومبس منصة للإعتراض علي “ التخلص من “ والتي تعد مفتاحاً للوصول إلي المجتمع الإستهلاكي. من خلال المشاركة في نشاط يعرف بالغوص في الحاويات، تأمل المجموعه أن تعطي فائده للتفايات وتساعد في توفير الطعام للفقراء. يتم ذلك عن طريق جلب جمعية تطوعية لتوفير بديل لنظام الحاويات الحديثة. تحركت فوود نوت بومبس ضد نماذج التطوير الحضري النيوبرالي . فعلي المستوي الإجتماعي، فإن المجموعة قادرة علي تحدي الجميع عن طريق تسيس الأماكن العامة وتحويلها لمنصة لحل مشكلة عدم المساواة والجوع .

## المزيد من المعلومات
- «السياسة: كتاب فوود نوت بومبس» تم إستعادته في 22/6/2007
- «حرب الطعام» نيو تايمز
- «طعام مجاني» صحيفة هوستن
- «الغوص من أجل وجبة العشاء» صحيفة واشنطون

## وصلات خارجية
- الموقع الرئيسي
- حساب فوود نوت بومبس في بئر السبع بإسرائيل
- التاريخ النقدي لهاريسون بورج فوود نوت بومبس من قبل بيتر جليدرلوس
- عبر قاعة المدينة
- «فوود نوت بومبس» أغنية موجهه لكيث ميكهنري وفوود نوت بومبس تمت كتابتها بواسطة جوي دي فليبوو وتم تأديتها بواسطة فرقة ر ج فيليبس